# Campionato nordamericano femminile di pallavolo 2009
Il XXI campionato nordamericano femminile di pallavolo si è svolto dal 22 al 27 settembre 2009 a Bayamón, in Porto Rico. Al torneo hanno partecipato 8 squadre nazionali nordamericane e la vittoria finale è andata per la prima volta alla Repubblica Dominicana.

## Gironi
| Girone A                                            | Girone B                            |
| --------------------------------------------------- | ----------------------------------- |
| Canada Porto Rico Rep. Dominicana Trinidad e Tobago | Costa Rica Cuba Messico Stati Uniti |

## Fase finale

### Finali 1º e 3º posto
|  | Quarti          | Quarti      |                 |      | Semifinali         | Semifinali         |  |  | Finale 1º/2º posto | Finale 1º/2º posto |
|  |                 |             |                 |      |                    |                    |  |  |                    |                    |
|  |                 |             |                 |      |                    |                    |  |  |                    |                    |
|  |                 |             |                 |      |                    |                    |  |  |                    |                    |
|  | Stati Uniti     | 3           |                 |      |                    |                    |  |  |                    |                    |
|  | Stati Uniti     | 3           |                 |      |                    |                    |  |  |                    |                    |
|  | Canada          | 1           |                 |      |                    |                    |  |  |                    |                    |
|  | Canada          | 1           | Rep. Dominicana | 3    |                    |                    |  |  |                    |                    |
|  |                 |             | Rep. Dominicana | 3    |                    |                    |  |  |                    |                    |
|  |                 | Stati Uniti | 2               |      |                    |                    |  |  |                    |                    |
|  |                 | Stati Uniti | 2               | -    |                    |                    |  |  |                    |                    |
|  |                 |             |                 |      |                    |                    |  |  |                    |                    |
|  |                 | -           |                 |      |                    |                    |  |  |                    |                    |
|  | Rep. Dominicana | 3           |                 |      |                    |                    |  |  |                    |                    |
|  | Rep. Dominicana | 3           |                 |      |                    |                    |  |  |                    |                    |
|  |                 | Porto Rico  | 2               |      |                    |                    |  |  |                    |                    |
|  | Porto Rico      | Porto Rico  | 2               | 3    |                    |                    |  |  |                    |                    |
|  | Porto Rico      |             |                 | 3    |                    |                    |  |  |                    |                    |
|  | Messico         | 0           |                 |      |                    |                    |  |  |                    |                    |
|  | Messico         | 0           | Cuba            | 2    | Finale 3º/4º posto | Finale 3º/4º posto |  |  |                    |                    |
|  |                 |             | Cuba            | 2    | Finale 3º/4º posto | Finale 3º/4º posto |  |  |                    |                    |
|  |                 | Porto Rico  | 3               |      |                    |                    |  |  |                    |                    |
|  |                 | Porto Rico  | 3               | -    | Stati Uniti        | 2                  |  |  |                    |                    |
|  |                 |             |                 | -    | Stati Uniti        | 2                  |  |  |                    |                    |
|  |                 | -           |                 | Cuba | 3                  |                    |  |  |                    |                    |
|  |                 |             |                 | Cuba | 3                  |                    |  |  |                    |                    |
|  |                 |             |                 |      |                    |                    |  |  |                    |                    |
|  |                 |             |                 |      |                    |                    |  |  |                    |                    |

### Finali 5º e 7º posto
|  | Semifinali 5º/8º posto | Semifinali 5º/8º posto | Semifinali 5º/8º posto |        |         | Finale 5º/6º posto | Finale 5º/6º posto | Finale 5º/6º posto |  |
|  |                        |                        |                        |        |         |                    |                    |                    |  |
|  | Trinidad e Tobago      | Trinidad e Tobago      | 0                      |        |         |                    |                    |                    |  |
|  | Trinidad e Tobago      | Trinidad e Tobago      | 0                      |        |         |                    |                    |                    |  |
|  | Messico                | Messico                | 3                      |        |         |                    |                    |                    |  |
|  | Messico                | Messico                | 3                      |        | Messico | Messico            | 0                  |                    |  |
|  |                        |                        |                        |        | Messico | Messico            | 0                  |                    |  |
|  |                        |                        | Canada                 | Canada | 3       |                    |                    |                    |  |
|  | Costa Rica             | Costa Rica             | Canada                 | Canada | 3       | 0                  |                    |                    |  |
|  | Costa Rica             | Costa Rica             |                        |        |         | 0                  |                    |                    |  |
|  | Canada                 | Canada                 | 3                      |        |         | Finale 7º/8º posto | Finale 7º/8º posto | Finale 7º/8º posto |  |
|  | Canada                 | Canada                 | 3                      |        |         |                    |                    |                    |  |
|  |                        |                        |                        |        |         |                    |                    |                    |  |
|  |                        |                        |                        |        |         | Trinidad e Tobago  | Trinidad e Tobago  | 0                  |  |
|  |                        |                        |                        |        |         | Trinidad e Tobago  | Trinidad e Tobago  | 0                  |  |
|  |                        |                        |                        |        |         | Costa Rica         | Costa Rica         | 3                  |  |

## Podio

### Campione
Formazione: 1 Annerys Vargas, 3 Lisvel Eve, 5 Brenda Castillo, 6 Ana Binet, 7 Niverka Marte, 8 Cándida Arias, 10 Milagros Cabral, 11 Jeoselyna Rodríguez, 12 Karla Echenique, 14 Prisilla Rivera, 17 Gina Mambrú, 18 Bethania de la Cruz, CT: Marcos Kwiek

### Secondo posto
Formazione: 2 Shara Venegas, 3 Vilmarie Mojica, 4 Tatiana Encarnación, 5 Saraí Álvarez, 7 Stephanie Enright, 8 Eva Cruz, 9 Áurea Cruz, 10 Raymariely Santos, 12 Ania Ruiz, 16 Alexandra Oquendo, 17 Sheila Ocasio, 18 Wilnelia González, CT: Carlos Cardona

### Terzo posto
Formazione: 1 Wilma Salas, 2 Yanelis Santos, 3 Nancy Carrillo, 4 Yoana Palacio, 7 Lisbet Arredondo, 9 Rachel Sánchez, 10 Ana Cleger, 11 Liannes Castaneda, 14 Kenia Carcaces, 15 Yusidey Silié, 17 Gyselle Silva, 19 Jennifer Álvarez, CT: Luis Oviedo

## Classifica finale
| Classifica | Squadre           | Qualificazione           |
| ---------- | ----------------- | ------------------------ |
|            | Rep. Dominicana   | Grand Champions Cup 2009 |
|            | Porto Rico        |                          |
|            | Cuba              |                          |
| 4          | Stati Uniti       |                          |
| 5          | Canada            |                          |
| 6          | Messico           |                          |
| 7          | Costa Rica        |                          |
| 8          | Trinidad e Tobago |                          |